# Tipula paria
Tipula paria är en tvåvingeart som beskrevs av Paul Gustav Eduard Speiser 1909. 
Tipula paria ingår i släktet Tipula och familjen storharkrankar. Inga underarter finns listade i Catalogue of Life.